# 松下村塾
34°24′43.8″N 131°25′02.4″E / 34.412167°N 131.417333°E

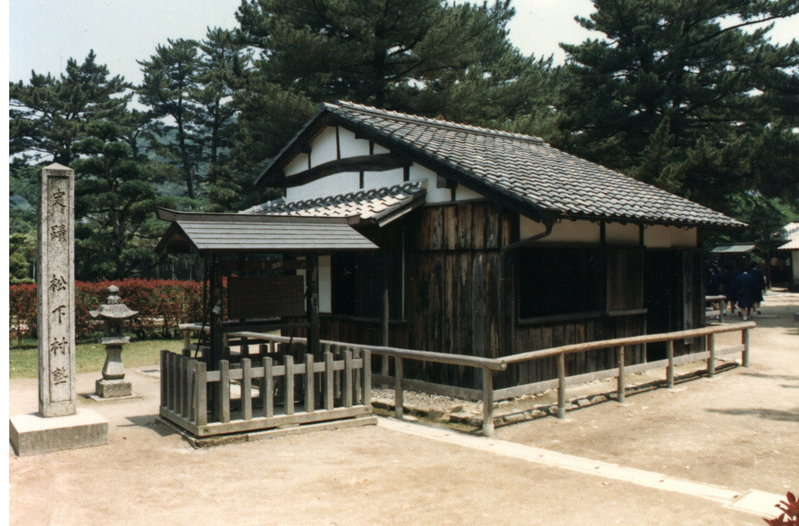
松下村塾舊址

松下村塾是日本在19世紀後半期位於長州藩萩城下松本村（位於現在的山口縣萩市）的私塾；由於明治維新的精神領袖及理論奠基者吉田松阴曾在1857年至1858年期間在此授課，當時在此上課的學生又包括多位後來明治維新的重要人物，使得松下村塾不但成為明治維新的象徵之一，其校舍舊址現在也成為萩市的觀光景點。

## 歷史
松下村塾最早是在1842年由吉田松陰的叔父玉木文之進所開設及命名，吉田松陰在少年時也曾在此接受玉木文之進的指導；在玉木文之進被外派擔任代官後，松下村塾由吉田松陰的另一位叔父久保五郎左衛門接手負責。當時的不論學生的身分，武士或是平名都可以在此上課。
吉田松陰在1854年在下田登上美軍軍艦企圖偷渡前往美國，在遭到美軍拒絕並向下田的奉行自首後被送回萩的野山獄，1855年出獄改幽禁於自家內，1857年自叔父繼承了位於自家土地內的松下村塾，並開始在塾內上課；此時期曾在松下村塾接受吉田松陰指導的學生包括：久坂玄瑞、高杉晋作、伊藤博文、山縣有朋、吉田稔麿、入江九一、前原一誠、品川彌二郎、山田顯義、野村靖、渡邊蒿藏、寺島忠三郎、松本鼎、岡部富太郎、正木退藏、飯田俊德、松浦松洞、增野德民、有吉熊次郎、時山直八、駒井政五郎、中村精男、玉木彥助、飯田正伯、杉山松助、久保清太郎、生田良佐、境二郎、宍戶璣等多位日後活耀於明治維新前後的人物。
但在1858年江戶幕府與美國締結美日修好通商條約後，吉田松陰不但大肆指責幕府的外交政策，還主張暗殺老中間部詮勝，被長州藩再次關入野山獄，也結束了吉田松陰在松下村塾的教學。
此後也由於進入幕府時代末期的動亂時代，許多松下村塾學生陸續離開萩，也造成松下村塾一度暫停。直到1866年才由河合惣太、馬島甫仙負責授課下重新開始運作；1871年玉木文之進回到松下村塾擔任塾頭，此時的松下村塾也遷至玉木文之進的舊宅，也是現今在萩市內被保存至今的建築。
1876年在萩發生舊武士引發的萩之亂，其中有包括前原一誠等多位曾經在松下村塾求學的學生參與，同時玉木文之進也因責任問題而自盡，因此松下村塾再度停止運作。
1880年吉田松陰的哥哥杉民治淡出政事後回到此地重新開設松下村塾，直到1892年才關閉。

## 建築

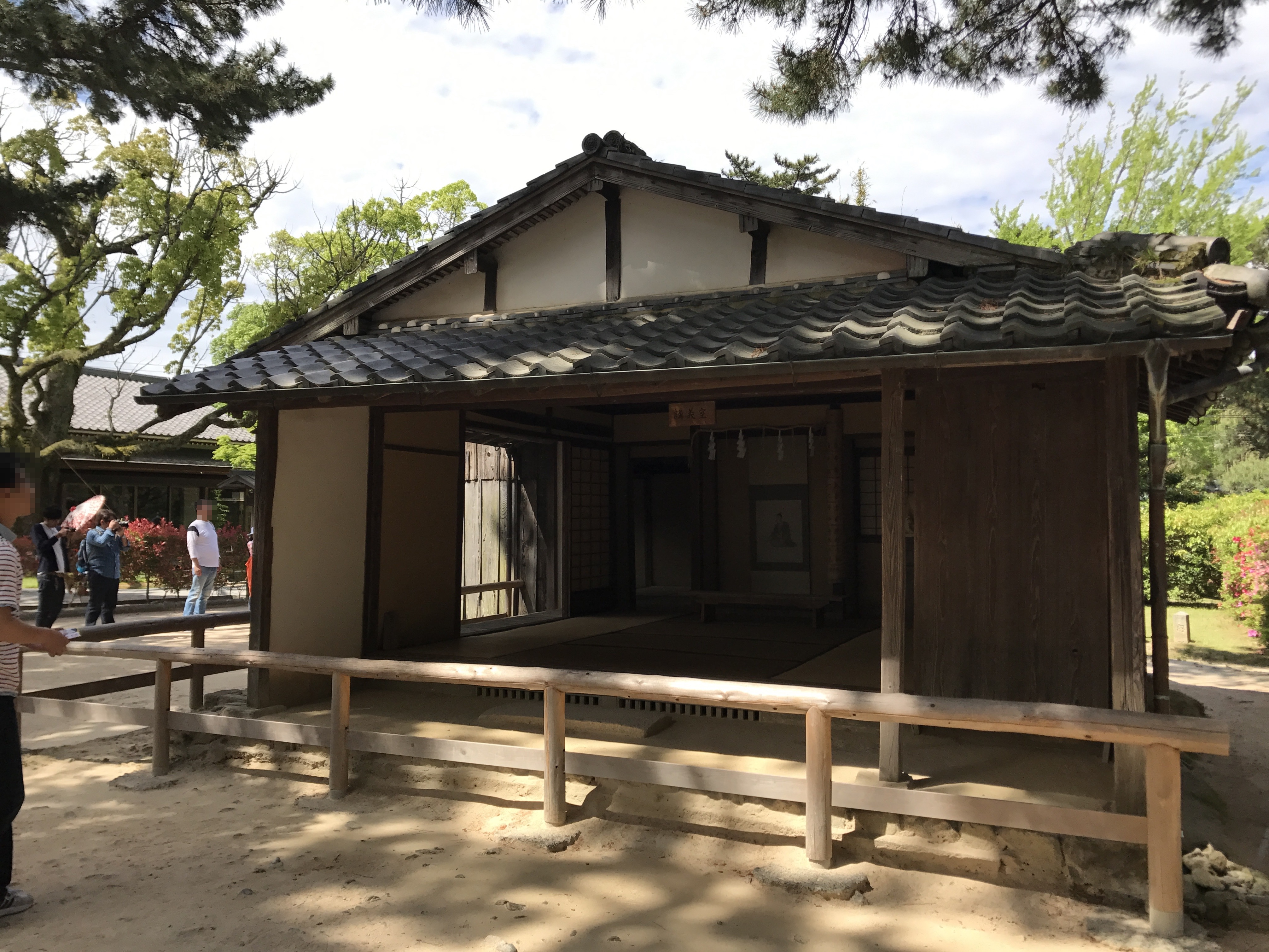
松下村塾舊址

松下村塾舊址位於萩市的松陰神社內，為木造瓦葺平屋的小型建築，分為八個榻榻米和十個半榻榻米兩個區域。
早在1889年曾是塾生的境二郎就提議將松下村塾校舍建築保留下來，並獲得品川彌二郎和山田顯義的支持，一同進行村塾的修復及維護。1922年10月12日松下村塾舊址被日本政府列為國家史蹟。
2000年代開始，日本開始規劃將在1850年代至1910年代之間涉及鋼鐵冶煉、造船、煤炭等產業發展的歷史遺跡共同向聯合國教科文組織申請登錄為世界遺產，松下村塾也在2009年被列入其中，2015年經世界遺產委員會通過後也正式成為世界遺產。

### 仿製建築

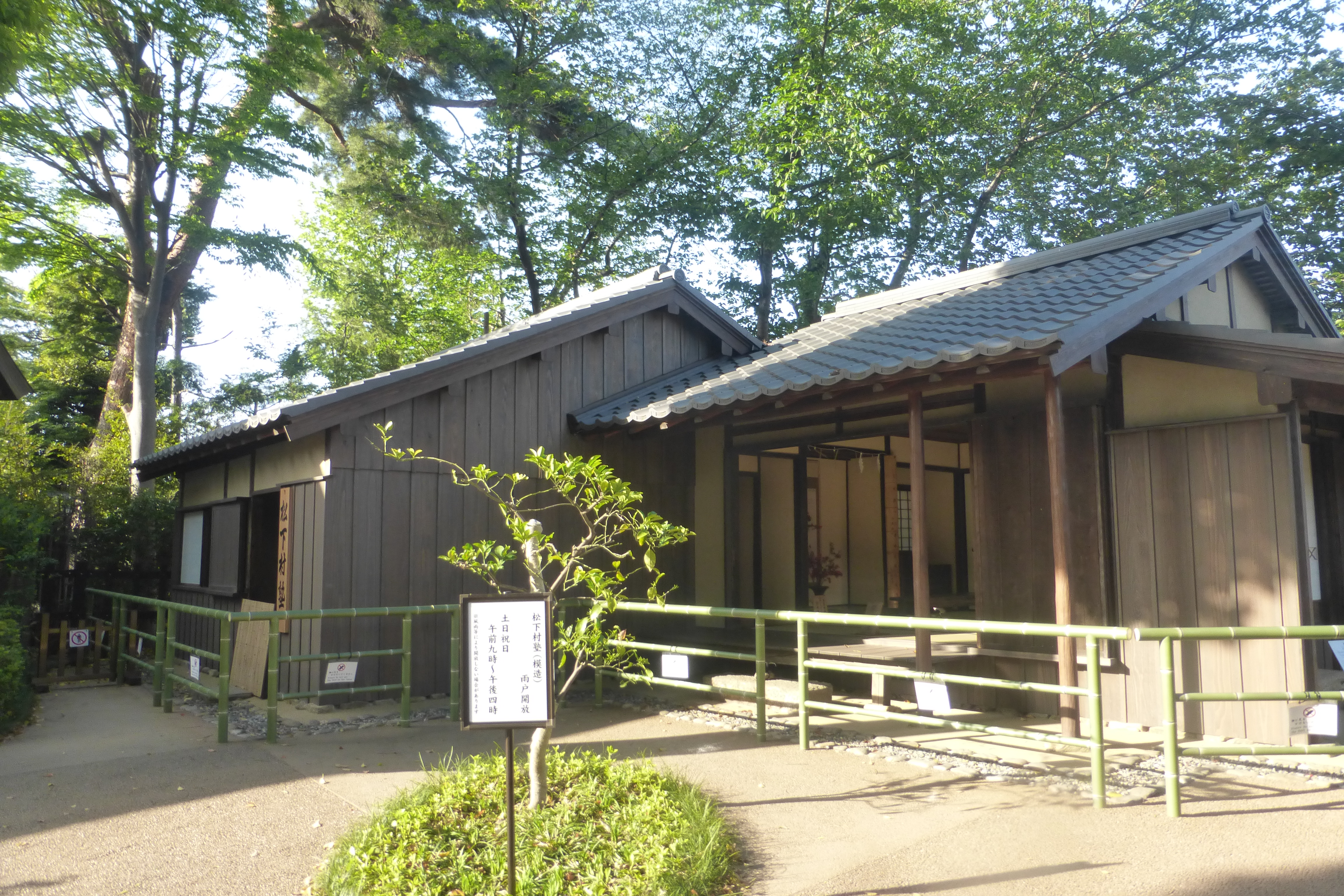
位於東京都世田谷區松陰神社內仿製的松下村塾建築

目前在日本有多地建有松下村塾的仿製建築，包括：
- 位於東京都世田谷區的松陰神社（日语：松陰神社）
- 位於東京都町田市的玉川學園（日语：学校法人玉川学園）
- 位於山口縣阿武町的山口縣立奈古高等學校（日语：山口県立奈古高等学校）
- 位於秋田縣大館市的竹村紀念公園
- 位於山口縣周南市的德山大學
- 位於山口縣周南市的山口放送本社
- 位於山口縣萩市的道之驛萩往還（日语：道の駅萩往還）

## 外部連結
- （日語） 吉田松陰.com （页面存档备份，存于）